# Feyzin
Feyzin è un comune francese di 9 370 abitanti situato nel dipartimento della metropoli di Lione della regione Alvernia-Rodano-Alpi.

## Storia
Il 4 gennaio 1966 la raffineria di Feyzin è stata il teatro di una serie di esplosioni e un incendio che hanno provocato la morte di 18 persone e il ferimento di 81, oltre a provocare ingenti danni agli impianti della raffineria.

## Società

### Evoluzione demografica
Abitanti censiti